# Tod Waggner
Tod Waggner es un personaje de las series de películas de Destino final y es un sobreviviente del accidente del Vuelo 180. Es interpretado por Chad Donella.

## Biografía
Tod es un joven estudiante atrevido y cómico. Es el mejor amigo de Alex. En la pelea del avión su hermano le dice que vaya a ver lo que pasó con Alex, por lo cual se baja del avión. Pocos minutos después el avión explota con su hermano dentro, esto causa que el padre de Tod no quiera que Alex se junte con su hijo. Tiempo después, cuando Tod muere, su padre cree que se suicidó a causa que extrañaba a su hermano. Él estaba enamorado de las dos chicas Christa Marsh y Blake Dreyer, y estudiaba junto con Alex en la escuela Monte Abraham. El y su hermano George eran amigos de la infancia de Alex, fueron a la primaria juntos.
Nota: A Tod no parece afectarle la muerte de su hermano.

## Muerte
Tod fue la primera persona en morir de los sobrevivientes del Vuelo 180, el 1º en morir en el avión y el 1º de toda la saga. Tod muere cuando en su baño, después de afeitarse, había una fuga en el inodoro, esta fuga causa un charco que siguió a Tod. Cuando estaba descolgando ropa se resbaló con el charco y cayó sobre el hilo de tendedero, este se le enrolló en la garganta, estrangulándolo.

## Signos/Pistas
- Una figurilla de esqueleto colgado en una soga es uno de los juguetes esparcidos por la habitación de Alex.
- En el avión, Tod realiza un gesto diciendo que había de estrangularse si Alex cambiaba su asiento con Blake y Christa.
- Cuando Tod se conecta la radio, la canción que juega es "Rocky Mountain High" de John Denver, quien murió en un accidente de avión.
- Tod ve una sombra ondulante en su espejo del baño.
- Inmediatamente antes de la muerte Tod, Alex coge un fragmento de una revista que se lee "Tod".
- Durante su estrangulamiento, Tod se asoma al baño y se da cuenta de las muñecas en la plataforma parecen estar sonriendo, como si estuvieran contentos por el hecho de que se está muriendo.
- En la premonición de Alex, Tod muere por una radio que golpea su cabeza. Antes de morir, Tod utiliza una radio similar a la de la visión de Alex.
- Antes de su muerte, Tod siente una ràfaga de viento, que hace que se cierre la puerta.
- Tod no puede pararse en la bañera, debido a que hay jabòn en el suelo.

- Datos: Q16640633